# منتخب جنوب إفريقيا لكأس فيد
منتخب جنوب أفريقيا لكأس فيد (بالإنجليزية: South Africa Fed Cup team)‏ هو ممثل جنوب أفريقيا الرسمي في كرة المضرب في كأس فيد.